# Magyar–szlovák kis háború
A magyar–szlovák háború 1939. március 23-tól április 4-ig tartott, az első bécsi döntést követően a Felvidék keleti részén, a Jozef Tiso vezette első Szlovák Köztársaság és a Horthy Miklós vezette Magyar Királyság között a Magyarországhoz visszakerült Kárpátalja és a Szlovákia között húzódó határ nyugatabbra tolásáért.

## Előzmények
1938. szeptember végén tárgyalások zajlottak a Párizs környéki békeszerződések revíziójára törekvő magyar és német, továbbá az 1919-es háború során elveszített területet visszaszerezni akaró lengyel vezetés között a Csehszlovákia elleni fellépésről. Magyarország 200 000–350 000 fős gyengén kiképzett és felszerelt embert mozgósított a Szlovákia és Kárpátalja között húzódó határa mentén Adolf Hitler Csehszlovákia elleni fellépésével egyidőben. A müncheni egyezmény után a magyarok nem indítottak támadást a csehszlovák határon.
A magyar erők állítólag a tüzérségi lőszereket csak 36 órás készenlétre tartották, miközben a csehszlovák hadsereg nem csupán nagyobb létszámú, jobban kiképzett és felszerelt volt a magyarnál – az ellentét a fejlett cseh hadiiparnak és a trianoni béke korlátozó rendelkezéseinek köszönhető –, hanem 2000 kisebb méretű beton ágyúállást épített ki a határ mentén.
Kozma Miklós magyar belügyminiszter fegyvereztette fel a rongyos gárdát, amelynek egységei beszivárogtak a Dél-Felvidékre és Kárpátaljára. Ez a háborús helyzet a második világháború nyitányaként egész Európát is lángba boríthatta volna. Német és olasz szemszögből nézve ez idő előtti lett volna, emiatt a német és az olasz vezetés nyomást gyakorolt a magyar és a csehszlovák kormányra, hogy vitájukban vessék alá magukat egy nemzetközi döntőbíróság ítéletének Bécsben.
A döntőbírósági ítélet értelmében 1938. november 2-án Csehszlovákia kénytelen volt átengedni területéből 11 927 km²-t, zömében Csehszlovákia (pontosabban az akkor már autonóm Szlovákia) déli részét Komárommal, Érsekújvárral, Galántával, Losonccal, Rimaszombattal, Rozsnyóval és Kassával együtt, benne Kárpátalja déli részével (Ungvár, Munkács, Beregszász környéke).
Az 1941-es magyar népszámlálás szerint az átkerült 1 millió 62 ezer lakosnak 84%-a volt magyar és kb. 10%-a szlovák. (Az 1930-as – vitatott hitelességű – csehszlovák népszámlálás szerint a magyarok aránya itt 57% volt.
Az első bécsi döntés ítéletével egyik fél sem volt teljesen elégedett, 22 határincidens követte 1938. november 2. - 1939. január 12. között, ezek folyamán 5 csehszlovák vesztette életét, 6 pedig megsebesült. 1939. január 6-án került sor a legerősebb, páncélosokkal kísért csehszlovák támadásra Munkács ellen.
Szlovákia miniszterelnöke, Jozef Tiso Berlinben, 1939. március 13-án találkozott Adolf Hitlerrel, Joachim von Ribbentroppal, Walther von Brauchitschcsel és Wilhelm Keitellel. Hitler teljesen világosan értésére adta a szlovák vezetésnek, hogy ha nem nyilvánítják ki azonnal Szlovákia függetlenségét a Harmadik Birodalommal szövetségben, ő szabad kezet ad a magyaroknak az ország jogos bekebelezéséhez. 1939. március 14-én Szlovákia kikiáltotta függetlenségét, erre válaszul Hitler deklarálta, hogy a nyugtalanság Csehszlovákiában veszélyt jelent a németek biztonságára,
ezért csapatokat küldött Cseh-Morvaországba, amelyek ellenállás nélkül megszállták az országot.
A szlovákokat meglepte, hogy a magyarok már 1939. március 15-én elismerték új országukat, ez azonban nem jelentette azt hogy a magyarok elégedettek voltak a Magyarország és Szlovákia között húzódó határral. A szlovákoknak az alapjában véve hatástalan 20. gyalogsági hadsereg határőrző egységével kellett visszavernie egy magyarországi betörési kísérletet, elfoglalva az Ungvárral szemben fekvő 212,9 m magas hegyet.
A Kárpátaljával szomszédos szlovák területen lévő Felsőnémeti és Alsónémeti községeket magyar részről lövések és bombatámadások érték, amelyek a szlovák oldalon 13 halálos áldozatot követeltek. Ezután a szlovák fél panaszt tett a németeknél, hivatkozva a Hitler Szlovákiának tett homályos védelmi ajánlatára. 1939. március 14-én a Magyar Külügyminisztérium közölte Németországgal, hogy mi csak Csehszlovákia belföldi adminisztratív felosztásaként akartuk átlépni a határt. Mivel az még nem volt nemzetközileg elismert határ, szükséges lenne pontosan meghatározni, most hogy Kárpátalja visszakerült Magyarországhoz.
Magyarország térképet mellékelt, javasolva hogy az új határvonal húzódjon néhány 10 km-re Ungvártól Szobránc felett, aztán fusson északon majdnem a lengyel határig.
A magyar igény részben arra alapozott, hogy a ruténok nem szlovákok, és volt egy jól körülhatárolható ruténok-lakta terület Északkelet-Szlovákiában. Azonban annak a feltételezésnek, hogy a ruténok talán előnyben részesítik a nem szláv magyarokat a szlovákokkal szemben, nem volt bizonyítható alapja és ellentmondott neki az is, hogy létrejött egy rövid életű, független Kárpát-Ukrajna. Igaz, a magyaroknak sokkal gyakorlatiasabb indítékaik is voltak: Ungvár a határhoz való közelsége miatt, és a kulcsfontosságú Lengyelország felé vezető vasútvonalak szintén a határhoz való közelségük miatt nehezen védhetők.
Magyarország ki akarta terjeszteni a hátországot, biztonságos távolságra nyugati irányban az Ung folyó völgye vízgyűjtő területétől. Berlin hozzájárult, hogy a szlovákok és a magyarok megállapodjanak a határmódosításban.
1939. március 18-án a szlovák vezetők Bécsben vonakodva aláírták a szlovák – magyar határkijelölő bizottság megállapodását. A csaták abbamaradtak, mind a két oldal megbarátkozott a helyzettel, és 1939. március 22-én a határkijelölő bizottság befejezte a munkáját.

## A háború

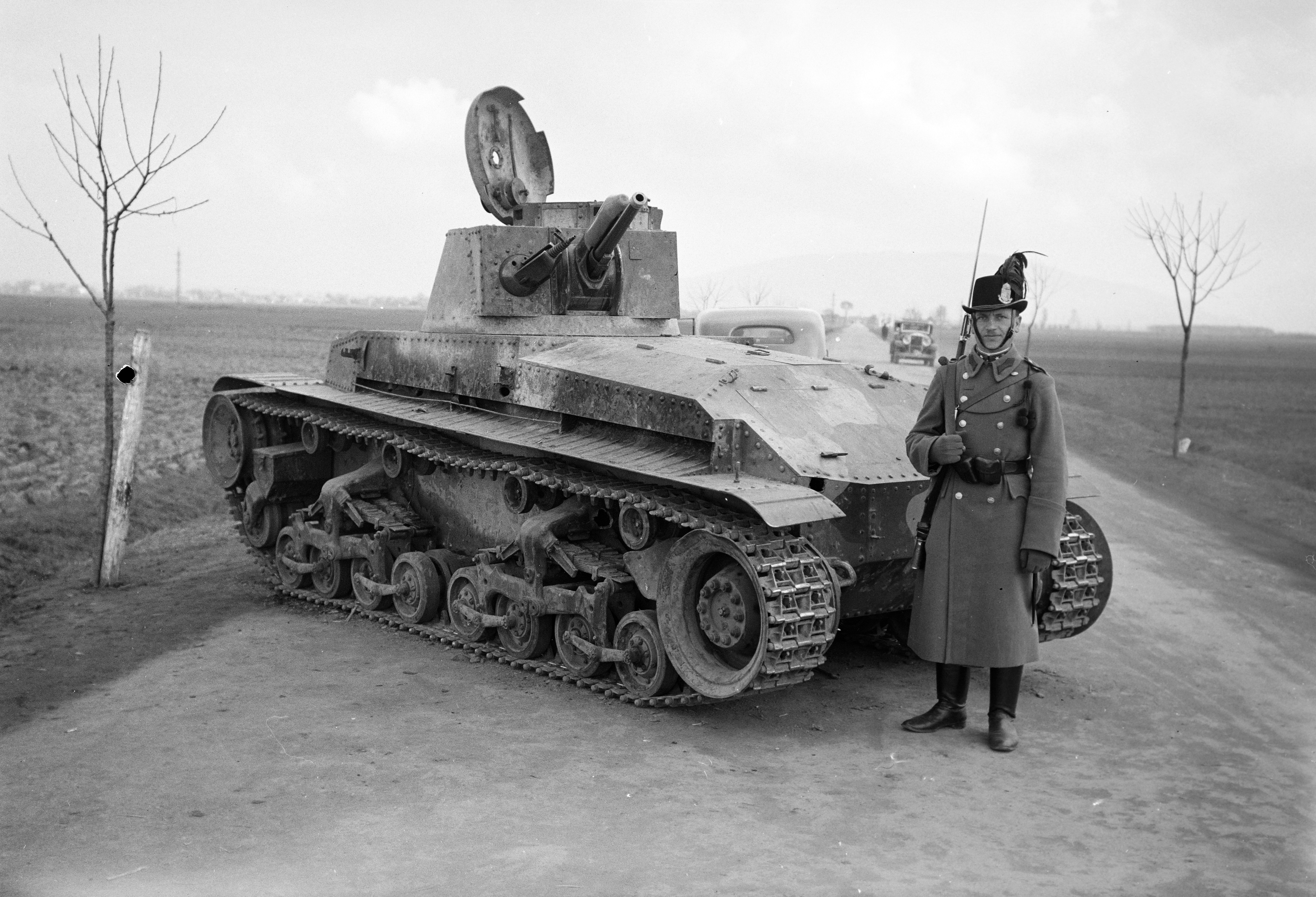
Elhagyott szlovák LT vz. 35 tank

1939. március 23-án hajnalban, Magyarország váratlanul lerohanta Szlovákiát Kárpátalja felől nyugati irányba előrehaladva, olyan mélységben, amennyire csak lehetséges volt.
A újdonsült szlovák állam megörökölt a korábbi Csehszlovákiától néhány cseh katonai egységet, melyek támogatással próbálták megerősíteni a szlovák hadsereget, amit felkészületlenül ért a támadás. Északon Takcsánnyal szemben Matjka őrnagy egybegyűjtött két lövészzászlóaljat és két tüzérüteget, délen pedig Štefan Haššik (tartalékos tiszt, a Hlinka Szlovák Néppárt helyi titkára) összegyűjtött egy körülbelül négy zászlóaljnak megfelelő, tüzérekkel kiegészített egységet. Nyugatabbra Kassa és Eperjes között, a magyarok egy dandárjával, Šivica őrnagy csapata állt szemben. A hátország védelmében egy lovassági csapatot és néhány tankot mozgósítottak Turócszentmártonnál és tüzérségi különítmények álltak készültségben Trencsénben, Besztercebányán és Pozsonyban. Azonban a német beavatkozás szétzüllesztette, vagy megbénította a lendületüket, különösen az V. hadtestét.
A magyarok elfoglalták a Homonnába és Nagymihályba vezető vasútvonalat, ezáltal késleltetve a szlovák utánpótlást. Gyors kelet-felvidéki előrenyomulásunk meglepte mind a szlovákokat, mind a németeket. A sietve mozgósított szlovák erők, képzett katonatisztek hiánya ellenére, Nagymihálynál gyülekezve a következő nap ellentámadást kíséreltek meg. Haššiktól a helyzetet jobban átlátó Kubíček őrnagy vette át a parancsnokságot. Az utánpótlás (széleskörűen elérhető polgári szállításon alapuló tartalékai miatt, 30 eperjesi páncélozott harckocsi segítségével) hamarosan helyreállt, és március 24-én reggel elérte Nagymihályt.
A rögtönzött szlovák rádióscsapatot cseh személyzet látta el műszaki felszereléssel.
A szlovákok keleti irányú ellentámadást határoztak el, ahol a magyarok előrenyomulása a legelőrehaladottabb volt (előőrseik néhány kilométerre Fogas irányában voltak). Onnan, a szlovákok nemsokára visszavonulásra kényszerítették a jelentős számbeli hátrányban lévő magyarokat, egyenesen az Okna-patak vonalán Felsőhalassal szemben.
A szlovák harckocsik folytatták az előrenyomulást, mialatt a szlovák gyalogság bekerítő hadműveletbe kezdett a magyarok két oldalán, Ubrezs és Felsőrőcse között. Este 11 órakor általános támadás indult a magyarok fővonalán, Felsőhalasnál. A magyarok válasza heves és hatásos volt. A szlovákok nyílt terepen nyomultak előre 1 km-re az Okna-patak irányába, mire a magyar tankok tüzet nyitottak rájuk.
Két szlovák harckocsit találat ért, a tapasztalatlan szlovák gyalogság új tisztjeivel először vett részt bevetésen, így vissza kellett vonulnia, majd a visszavonulás hamarosan pánikká alakult, csak Nagymihály előtt tudták rendezni soraikat.
Március 24-én, megkésve négy OA vz. 30 páncélgépkocsi, három LT vz. 35 könnyű harckocsi és egy 37 mm-es páncéltörő löveg érkezett Nagymihályba, Turócszentmártonból. Március 25-én reggel a szlovákok keleti irányban ellentámadást hajtottak végre az Ubrezs és Felsőrőcse vonalig.

## Háború a levegőben
A leghevesebb tűzharcok a levegőben voltak, miután a magyar előrenyomulás megállt. A csehek és a szlovákok közti együttműködés talán a légierőben volt a legjobb, mivel ott nem voltak rendszeresek a szabotázs-akciók. Amikor a magyar légierő március 25-én váratlanul megtámadta a szlovák légvédelem iglói bázisát, 13 személy életét vesztette, és ez heves magyarellenes megmozdulásokat váltott ki a helyi lakosok körében. Ez idő tájt azonban fegyverszünet köttetett március 24-én, bár a harcok folytatódtak március 31-ig.
A szlovák légierő Igló repülőterén kb. 70 darab gépből álló csoportosítással rendelkezett (Avia B–534, Letov Š–328, Avia B. 71.). A magyar csapatok előnyomulását március 23-án 3 db Letovval felderítették, 3 db Letovval támadták, az akciót 3 db Avia vadász fedezte. Az ágyús légvédelem egy Aviát lelőtt (Devan tizedes) és egy Letovot megrongált, de ez a gép haza tudott repülni. Délután 3 Avia vadász támadta a magyar csapatokat, az ágyús légvédelem egy darab Aviát (Svetleik hadnagy) lelőtt. Március 24-én kora reggel 6 db Avia Ungvár felé repült. Három magyar CR.32 kettő Aviát lelőtt (Pelenicek hadnagy és Prhacek hadnagy), és egy Avia (Zachar szakaszvezető) kényszerleszállást hajtott végre. Március 24-én 3 db Letov sikerrel támadta a magyar gépesített tüzérséget. Az ágyús légvédelem egy Letovot lelőtt. Délután 6 db Avia + 3 db Letov Szobránc térségében támadott, amikor is a felszálló 9 db magyar CR.32 légiharcot kezdeményezett: lelőttek kettő Letovot (Paczicky tizedes, Svento hadnagy) és három Avia vadászt (Hergott főhadnagy, Hanovecz és Dnihel szakaszvezetők). Ugyanaznap, március 24-én délután 2×9 db magyar Ju 86 közepes bombázó elindult támadni az iglói repülőteret, amelyet csak 12 gép ért el, a 6 db gép téves navigáció miatt saját városokat támadott. Az iglói bázison kb. 12 Letovot, 2 Aviát és egy Avia 71 bombázót találtak el bombáik. A magyar királyi Légierő a légi harcokban egyetlen gépet sem veszített el.

## Következmények
Magyar részről 8 katona, 15 civil halott és 55 sebesült volt a veszteség, a szlovákoknál 22 katona, 36 civil halott és ismeretlen számú sebesült volt a veszteség, 360 szlovák és 311 cseh esett hadifogságba. A magyar csapatok által elfoglalt terület nagysága 1697 négyzetkilométer volt, ahol 78 településen összesen 69 930 lakos élt. A hadműveleteket mindkét fél sikeresnek könyvelte el. A szlovákok úgy érezték, sikerült a magyarok további térnyerését megakadályozni, és az ország területi épségét biztosítani, míg a magyarok azt hangoztatták, hogy csapataik elérték az eredetileg kitűzött célt, biztosították az Ung völgyét. Szlovákia természetesen tiltakozott a magyar katonai behatolás ellen, amire Csáky magyar külügyminiszter úgy reagált, hogy mindössze lokális határvitáról van szó, miután Kárpátalja határát nem rögzítette pontosan semmilyen dokumentum (az első bécsi döntés sem). A fegyverszünet után indult tárgyalásokon Szlovákia hajlandó lett volna lemondani az elvesztett területről, ha cserébe más területeket kap, ebbe azonban Magyarország nem ment bele. 1939. április 4-én jött létre a szlovák–magyar egyezmény, amelyben Szlovákia elismerte az új határt területi csere nélkül. A terület 1944 végéig Magyarországé maradt.